# Prosepidosis pectinata
Prosepidosis pectinata är en tvåvingeart som beskrevs av Jean-Jacques Kieffer 1913. Prosepidosis pectinata ingår i släktet Prosepidosis och familjen gallmyggor.
Artens utbredningsområde är Frankrike. Inga underarter finns listade i Catalogue of Life.